# Le Déluge - Gli ultimi giorni di Maria Antonietta
Le Déluge - Gli ultimi giorni di Maria Antonietta (Le Déluge) è un film del 2024 scritto e diretto da Gianluca Jodice.

## Trama
Il film segue i giorni di prigionia di Luigi XVI e Maria Antonietta e della loro famiglia alla Tour du Temple prima dell’esecuzione del sovrano, mostrando le complesse vicende umane e storiche che hanno accompagnato questo periodo.
Il film è suddiviso in tre capitoli, ciascuno con un titolo emblematico:

1) Gli dei: rappresenta la fase in cui i sovrani vivono ancora nella loro dimensione regale, apparentemente ignari della rivoluzione in atto.

2) Gli uomini: mostra il momento in cui Luigi XVI e Maria Antonietta iniziano a confrontarsi con la realtà della loro caduta e cercano di adattarsi alla nuova condizione.

3) I morti: segna l'inevitabile conclusione, con l'accettazione del destino che li attende.

## Distribuzione
Presentato in anteprima mondiale alla 77ª edizione del Locarno Film Festival il 7 agosto 2024 come film di apertura, è stato poi distribuito nelle sale cinematografiche italiane dal 21 novembre 2024. Il film, co-prodotto fra Italia e Francia, è costato 8 milioni di euro.

## Riconoscimenti
- 2025 – David di Donatello
  - Miglior scenografo a Tonino Zera, Carlotta Desmann e Maria Grazia Schirripa
  - Migliori costumi a Massimo Cantini Parrini
  - Migliore acconciatura ad Aldo Signoretti e Domingo Santoro
  - Miglior trucco ad Alessandra Vita e Valentina Visintin